# Aufrechter Sauerklee
Der Aufrechte Sauerklee (Oxalis stricta), auch Steifer Sauerklee genannt, ist eine Pflanzenart aus der Gattung Sauerklee (Oxalis) innerhalb der Familie der Sauerkleegewächse (Oxalidaceae). Sie stammt ursprünglich aus Nordamerika und je nach Autor auch Ostasien.

## Beschreibung

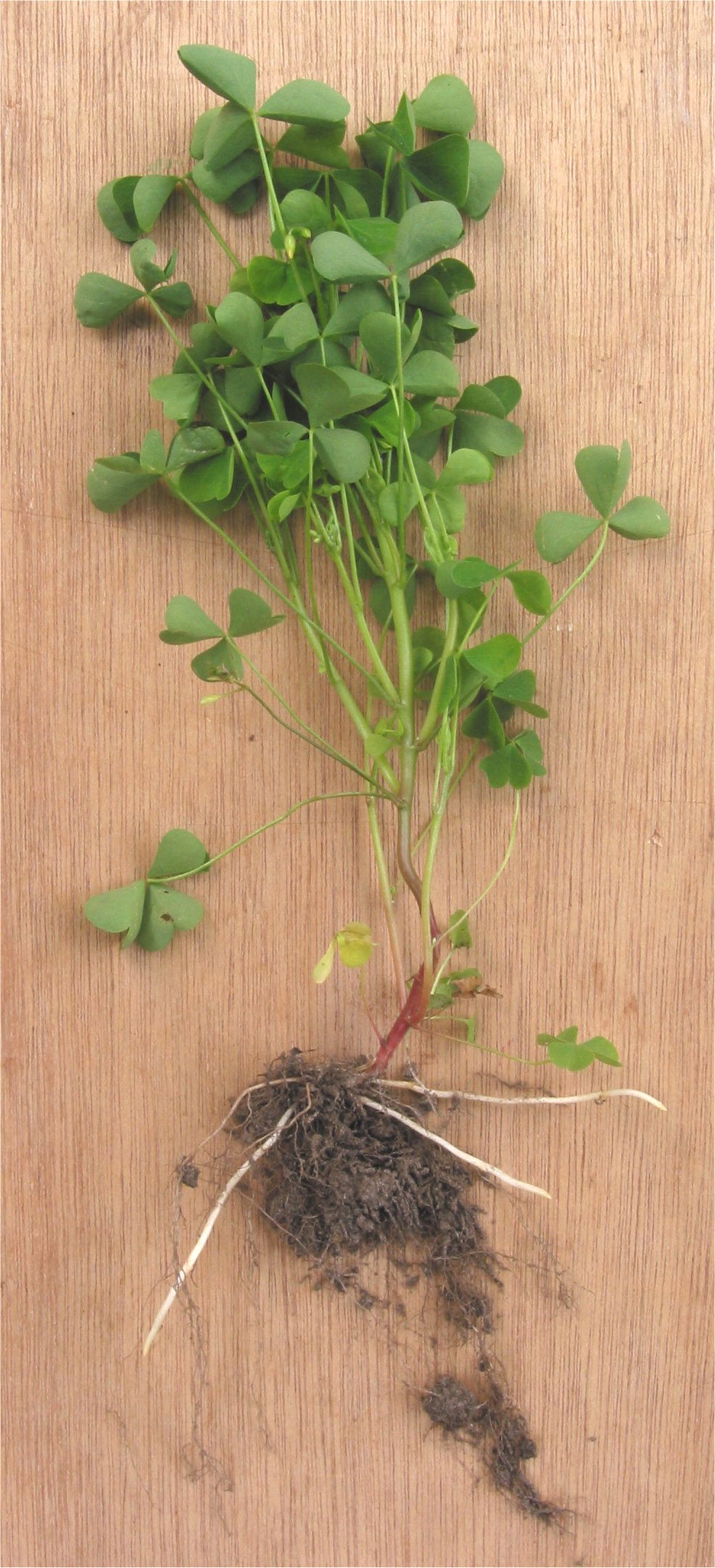
Oberirdische und unterirdische Pflanzenteile mit Rhizomen

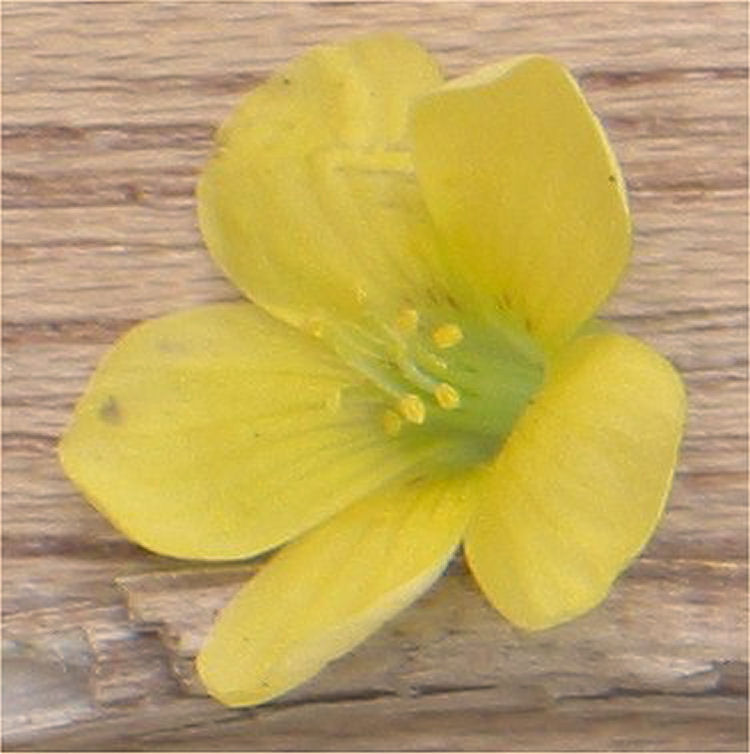
Fünfzählige, radiärsymmetrische Blüte

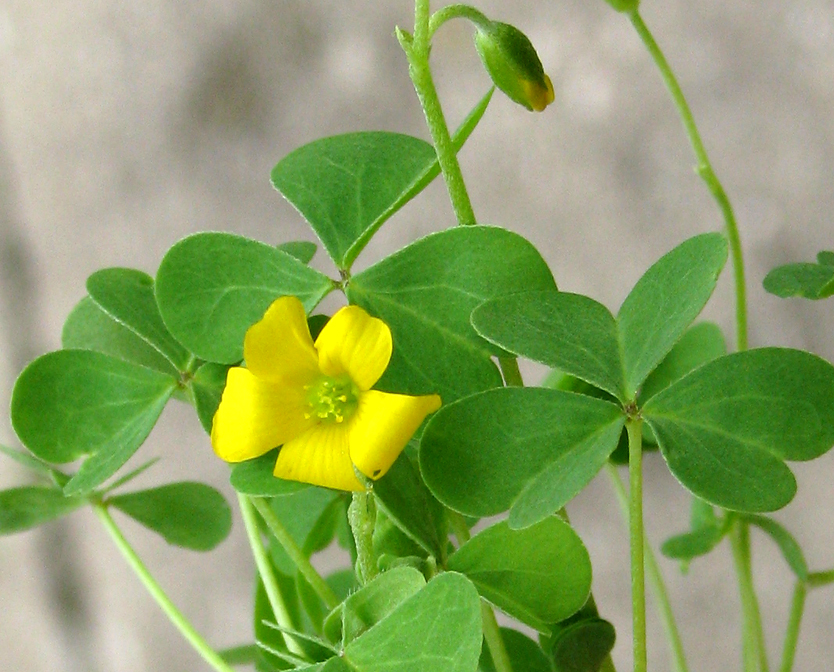
Laubblätter und Blüte

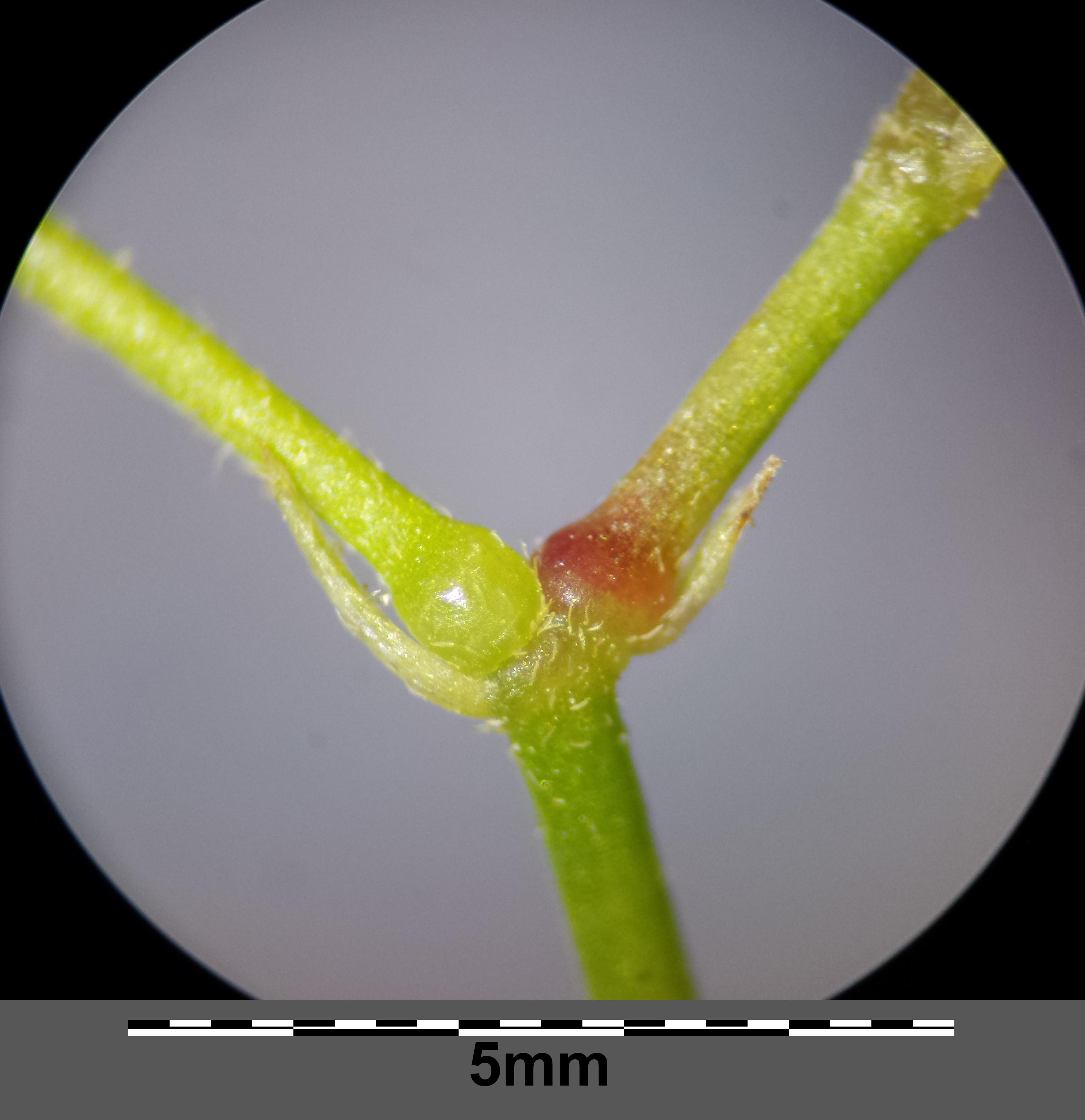
Die aufrecht stehenden Fruchtstiele weisen am Grund ein knotiges Gelenk auf

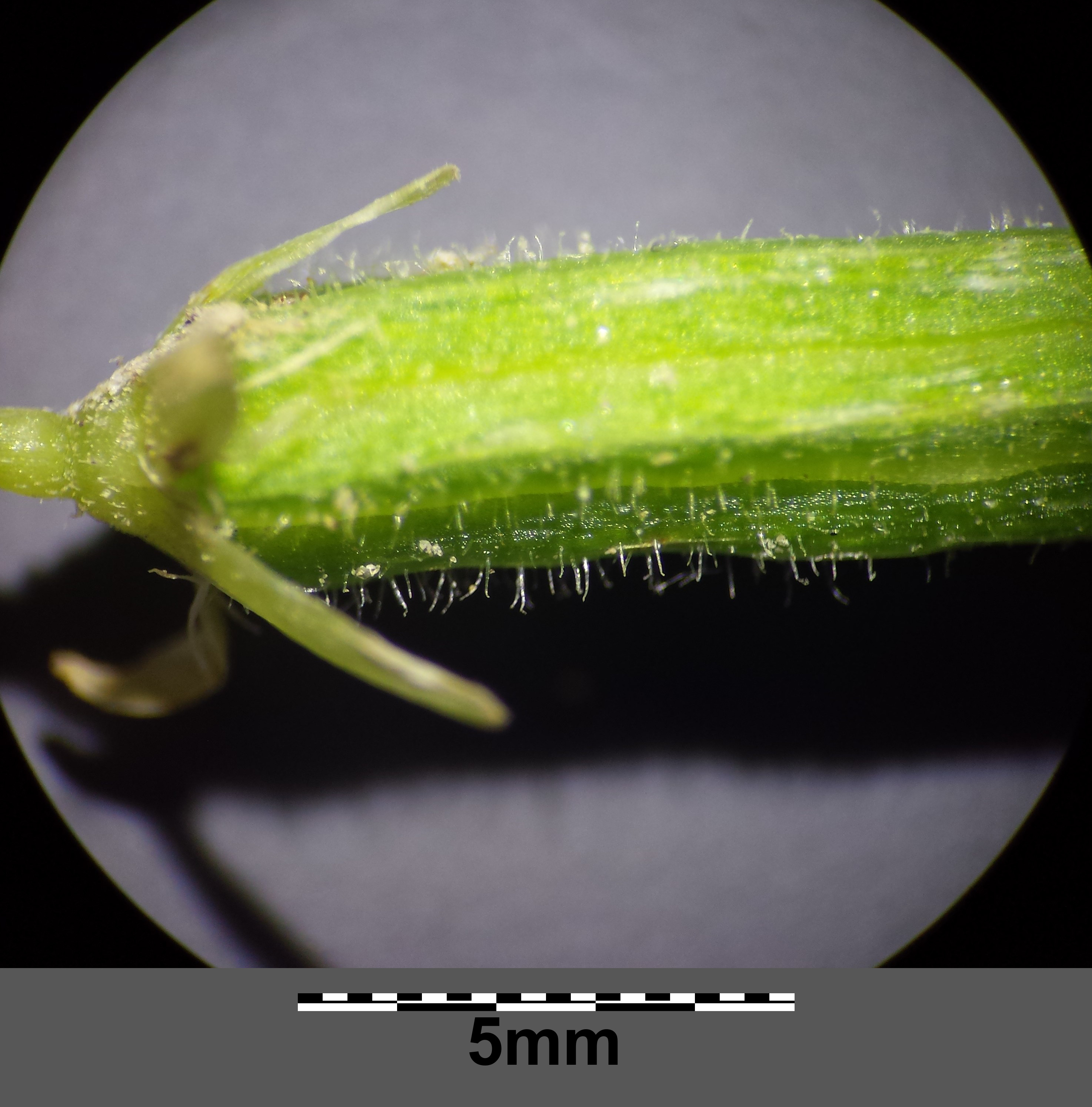
Die Frucht ist locker abstehend behaart

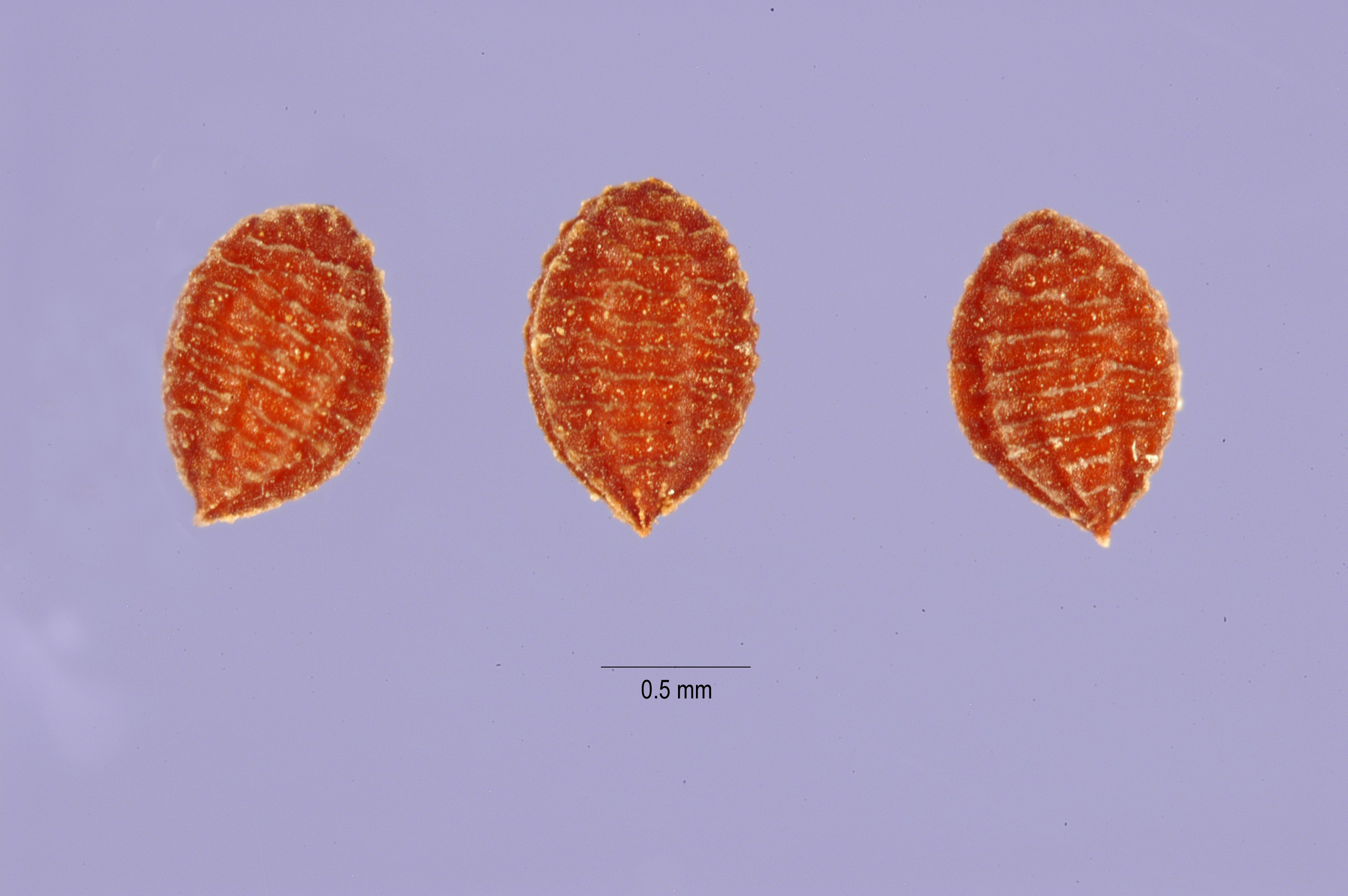
Samen

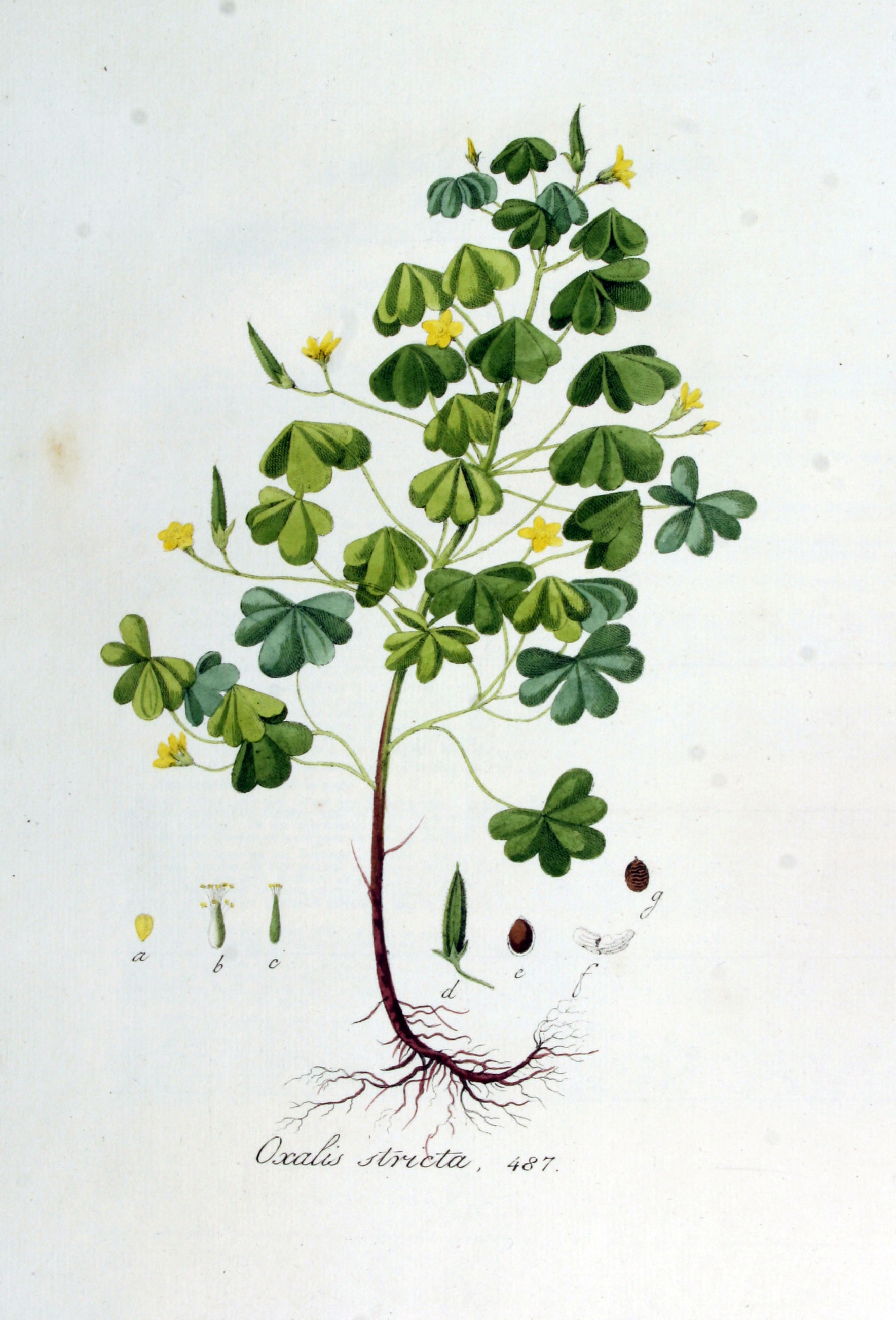
Illustration aus Jan Kops: Flora Batava, Volume 7, 1830

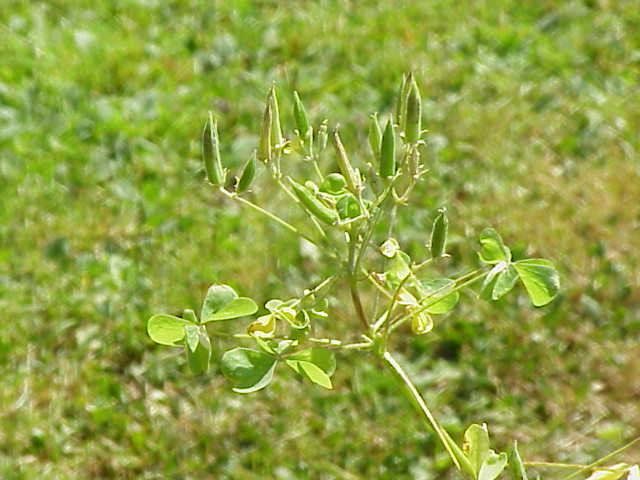
Kapselfrüchte

### Vegetative Merkmale
Der Aufrechte Sauerklee ist eine einjährige oder kurzlebige ausdauernde krautige Pflanze und erreicht Wuchshöhen von 10 bis 30, selten bis zu 40 Zentimetern, laut Flora of North America 2016 bis zu 90 Zentimetern. Der Stängel ist zuerst aufrecht und unverzweigt, später verzweigt er sich und wird niederliegend, bildet am Stängel aber keine Wurzeln. Der Aufrechte Sauerklee besitzt entsprechend Flora of China 2008 unterirdisch kriechende Ausläufer; laut Flora of North America 2016 ein kurzes, einfaches Rhizom, aber keine Ausläufer und keine Knöllchen. Alle oberirdischen vegetativen Pflanzenteile außer der Blattstiele sind unterschiedlich flaumig mit einfachen (einzelligen) oder mehrfach untergliederten Trichomen behaart.
Die meist wechselständig oder manchmal fast gegenständig oder wirtelig am Stängel angeordneten Laubblätter sind ähnlich wie Kleeblätter geformt und in Blattstiel sowie -spreite gegliedert. Der meist 3 bis 8 (2 bis 12) Zentimeter lange Blattstiel ist flaumig mit einfachen und wenigstens in der Nähe seiner Basis mit gegliederten Trichomen behaart. Die dreizählig handförmig gefiederte Blattspreite ist grün. Die hell- bis gelblich-grünen Teilblättchen sind bei einer Länge von 0,8 bis 1,8 (0,3 bis 2,5) Zentimetern sowie einer Breite von 1,2 bis 3 (0,3 bis 3,5) Zentimetern verkehrt-herzförmig mit tief ausgerandetem oberem Ende. Ihre Unterseite ist spärlich flaumig behaart und ihre Oberseite kahl. Falls Nebenblätter vorhanden sind, dann sind sie nur unscheinbar, rudimentär und gerundet.

### Generative Merkmale
Der Blütenstandsschaft ist bei einer Länge von 3 bis 9, selten bis zu 11 Zentimetern etwa doppelt so lang wie die Blattstiele oder länger und an seiner Basis verdicktem Gelenk. Meist fünf bis sieben (1 bis zu 15) Blüten stehen in einem meist gleichmäßig aufgebauten, dichotomen zymösen oder manchmal doldigen Blütenstand zusammen. Die Tragblätter sind bei einer Länge von 1,5 bis 2 Millimetern sowie einer Breite von etwa 1 Millimetern linealisch und kahl oder sehr spärlich behaart. Der Blütenstiel ist selten 3 bis, meist 5 bis 10 Millimeter lang und mit einfachen und gegliederten Trichomen flaumig behaart.
Die zwittrige Blüte ist bei einem Durchmesser von 1 bis 1,5 Zentimetern radiärsymmetrisch und fünfzählig mit doppelter Blütenhülle. Die fünf Kelchblätter sind bei einer Länge von 4 bis 7 Millimetern sowie einer Breite von 1 bis 2 Millimetern relativ schmal und linealisch bis schmal-elliptisch mit bewimpertem Rand. Die fünf gelben Kronblätter sind bei einer Länge von 5 bis 10, selten bis zu 11 Millimetern sowie einer Breite von 2 bis 3 Millimetern länglich-verkehrt-eiförmig. Im Unterschied zu ähnliche Arten sind auf den rein gelben Kronblättern keine roten Linien vorhanden.
Der Fruchtstiel ist aufrecht bis waagerecht abstehend. Die fünfeckige Kapselfrucht ist bei einer Länge von 8 bis 12, selten bis zu 15 Millimetern sowie einem Durchmesser von 2 bis 3,5 Millimetern mehr oder weniger zylindrisch oder fast stielrund, kahl oder nur locker abstehend mit gegliederten Trichomen behaart und enthält je Fruchtfach vier bis zehn Samen. Die braunen oder rötlich-braunen Samen sind bei einer Länge von 1 bis 1,5 Millimetern sowie einem Durchmesser von 0,8 bis 1 Millimetern eiförmig-länglich und quer-gefurcht selten weißen Linien.

### Chromosomensatz
Die Chromosomengrundzahl beträgt x = 6; es wurden Chromosomenzahlen von 2n = 18 oder 24 gefunden.

## Ökologie und Phänologie
Der Aufrechte Sauerklee wächst als ein einjähriger Therophyt oder als Geophyt ausdauernd. Es erfolgt vegetative Vermehrung und über Samen. Der Aufrechte Sauerklee ist außergewöhnlich trockenresistent, so bewurzeln sich ausgerissene Pflanzen wieder und einzelne Blätter bilden im Wasserglas Wurzeln. Die Blätter sind schlagempfindlich und nehmen bereits im Mondschein Tagesstellung ein.
Im Gegensatz zum verwandten Waldsauerklee Oxalis acetosella, der ein typischer Frühblüher ist, sind die Blüten des Aufrechten Sauerklees in Mitteleuropa von April bis Oktober, also fast über die gesamte Vegetationsperiode zu beobachten. In China reicht die Blütezeit von Februar bis Oktober. In Nordamerika reicht die Blüten manchmal von April bis meist von Juli bis Oktober. Von Februar bis Oktober reifen in China auch die Früchte. Die Blüten sind gewöhnlich nur bei Sonne geöffnet.
Der Aufrechte Sauerklee ist fakultativ autogam und dabei selbstkompatibel, Selbstbefruchtung ist die Regel und Fremdbefruchtung die Ausnahme. Er ist pseudogam, es ist also eine Bestäubung erforderlich, meist erfolgt eine Selbstbestäubung. Der Aufrechte Sauerklee ist homogam, in den Blüten sind männliche und weibliche Blütenorgane gleichzeitig fertil.
Blütenökologisch handelt es sich beim Aufrechten Sauerklee um Scheibenblumen mit vollständig verborgenen Nektar, wobei sich die Nektarien an der Basis der Kronblätter befinden. Bestäuber können Bienen, Hummeln, Wespen, Wollschweber (Bombyliidae) und Schwebfliegen (Syrphidae) sein. Es liegt meist Homostylie vor, selten kommt etwa Heterostylie vor.
Die Früchte sind Schleuderfrüchte und die Samen können bis zu 4 Meter weit fliegen. Diasporen sind die Samen, die durch Autochorie ausgebreitet werden.

## Vorkommen
Der Aufrechte Sauerklee stammt ursprünglich aus gemäßigten Gebieten Ostasiens und Nordamerikas. Es gibt Fundortangaben für Belarus, Korea, die japanischen Inseln Hokkaidō sowie Honshu, die chinesischen Provinzen Guangxi, Hebei, Henan, Hubei, Jiangxi, Jilin, Liaoning, Shanxi sowie Zhejiang, die kanadischen Provinzen Québec, Nova Scotia, Ontario, Prince Edward Island, New Brunswick, Saskatchewan sowie Manitoba und die US-Bundesstaaten Connecticut, Indiana, Maine, Massachusetts, New Hampshire, New Jersey, New York, Ohio, Pennsylvania, Rhode Island, Vermont, West Virginia, Illinois, Iowa, Kansas, Minnesota, Missouri, North Dakota, Oklahoma, South Dakota, Alabama, Arkansas, Delaware, Georgia, Kentucky, Maryland, Mississippi, North Carolina, South Carolina, Tennessee sowie Virginia. Oxalis stricta ist in vielen Gebieten der Welt ein Neophyt.
In Nordamerika wächst Oxalis stricta in Prärie-Schluchten, an Ufern von Fließgewässern, in Flussniederungen, auf Sandbänken, in unterschiedlich hohen Wäldern, an Straßenrändern, auf Grasflächen, in Feldern und Gärten in Höhenlagen von 20 bis 1200 Metern.
In China wächst Oxalis stricta in Wäldern und Schluchten in Höhenlagen von 400 bis 1500 Metern. In Tirol wurde der Aufrechte Sauerklee in einer Höhenlage von 1210 Metern beobachtet. Er ist in Deutschland ein Neophyt, der erstmals 1807 in Schleswig-Holstein, 1850 in Bayern und 1870 in der Schweiz auftrat. Oxalis stricta kam 1658 als Zierpflanze nach England und verbreitete sich im 19. Jahrhundert in Europa.
Man findet den Aufrechten Sauerklee in Mitteleuropa auf nährstoffreichen, aber kalkarmen, meist frischen Lehmböden der Ebene bis in mittlere Gebirgslagen. Auch auf Äckern, an Wegrändern oder in Gärten und auf Friedhöfen ist er anzutreffen.
Die ökologischen Zeigerwerte nach Landolt et al. 2010 sind in der Schweiz: Feuchtezahl F = 3w (mäßig feucht aber mäßig wechselnd), Lichtzahl L = 3 (halbschattig), Reaktionszahl R = 3 (schwach sauer bis neutral), Temperaturzahl T = 4 (kollin), Nährstoffzahl N = 4 (nährstoffreich), Kontinentalitätszahl K = 2 (subozeanisch).
Er ist in Mitteleuropa eine Charakterart des Chenopodio-Oxalidetum fontanae des Verbands Polygono-Chenopodion, kommt aber auch in anderen Pflanzengesellschaften der Ordnung Polygono-Chenopodietalia oder des Verbands Aperion vor.

## Taxonomie
Die Erstveröffentlichung von Oxalis stricta erfolgte 1753 durch Carl von Linné in Species Plantarum, Tomus I, S. 435. Das Artepitheton stricta bedeutet „steif“. Synonyme für Oxalis stricta L. sind: Oxalis bushii Small, Oxalis coloradensis Rydb., Oxalis cymosa Small, Oxalis chinensis Haworth ex G.Don, Oxalis corniculata var. stricta (L.) C.C.Huang & L.R.Xu, Oxalis diffusa Boreau, Oxalis europaea Jord., Oxalis europaea var. bushii (Small) Wiegand, Oxalis fontana Bunge, Oxalis fontana var. bushii (Small) H.Hara, Oxalis interior (Small) Fedde, Oxalis lejeunei Rouy, Oxalis repens var. stricta Hatusima, Oxalis rufa Small, Oxalis shinanoensis T.Itô, Xanthoxalis stricta (L.) Small, Xanthoxalis bushii (Small) Small, Xanthoxalis cymosa (Small) Small, Xanthoxalis fontana (Bunge) Holub, Xanthoxalis rufa (Small) Small, Xanthoxalis stricta subsp. villicaulis (Wiegand) Tzvelev, Oxalis stricta var. decumbens Bitter, Oxalis stricta var. piletocarpa Wiegand, Oxalis stricta var. rufa (Small) Farwell, Oxalis stricta var. villicaulis (Wiegand) Farw..
Diese Art wird in der Flora of North America 2016 anders aufgefasst als in der Flora of China 2008 und vielen anderen Quellen. In der Flora of North America 2016 gehen die Autoren davon aus, dass Oxalis stricta nur in Nordamerika verbreitet ist, aber nicht in Eurasien, dort ist diese Art ein Neophyt. Die Diskussion darüber ist anhand des Lectotypus-Materials zu führen.

## Verwendung
Die Laubblätter, Blüten und Kapselfrüchte sind essbar, die Laubblätter enthalten allerdings viel Oxalsäure, welche dem Körper Calcium entzieht.
Laubblätter, Blüten und Kapselfrüchte können in Wildkräutersalaten sowie als Dekoration verwendet werden. Auch wird aus dem Aufrechten Sauerklee Limonade und Kräutertee zubereitet. Der Pflanzensaft wird als Essig-Ersatz verwendet.
Verschiedene nordamerikanische Ureinwohner nutzten den Aufrechten Sauerklee als Nahrung und Medizin und gewannen einen gelb-orangen Farbstoff durch Auskochen aller Pflanzenteile.
Mit Pflanzenauszügen in Wickeln werden Schwellungen behandelt.